# Grande Prêmio da Alemanha de 2016 (MotoGP)
O Grande Prêmio da MotoGP da Alemanha de 2016 ocorreu em 17 de julho.

## Resultados

### Classificação MotoGP
| Pos | Piloto           | Equipe                        | Moto    | Tempo     | Pontos |
| --- | ---------------- | ----------------------------- | ------- | --------- | ------ |
| 1   | Marc Marquez     | Repsol Honda Team             | Honda   | 47'03.239 | 25     |
| 2   | Cal Crutchlow    | LCR Honda                     | Honda   | +9.857    | 20     |
| 3   | Andrea Dovizioso | Ducati Team                   | Ducati  | +11.613   | 16     |
| 4   | Scott Redding    | OCTO Pramac Yakhnich          | Ducati  | +11.992   | 13     |
| 5   | Andrea Iannone   | Ducati Team                   | Ducati  | +22.755   | 11     |
| 6   | Dani Pedrosa     | Repsol Honda Team             | Honda   | +25.920   | 10     |
| 7   | Jack Miller      | Estrella Galicia 0,0 Marc VDS | Honda   | +26.043   | 9      |
| 8   | Valentino Rossi  | Movistar Yamaha MotoGP        | Yamaha  | +26.449   | 8      |
| 9   | Hector Barbera   | Avintia Racing                | Ducati  | +26.614   | 7      |
| 10  | Alvaro Bautista  | Aprilia Racing Team Gresini   | Aprilia | +31.274   | 6      |
| 11  | Eugene Laverty   | Pull & Bear Aspar Team        | Ducati  | +41.208   | 5      |
| 12  | Maverick Viñales | Team SUZUKI ECSTAR            | Suzuki  | +42.158   | 4      |
| 13  | Bradley Smith    | Monster Yamaha Tech 3         | Yamaha  | +1'03.129 | 3      |
| 14  | Aleix Espargaro  | Team SUZUKI ECSTAR            | Suzuki  | +1'06.091 | 2      |
| 15  | Jorge Lorenzo    | Movistar Yamaha MotoGP        | Yamaha  | +1'17.694 | 1      |
| 16  | Tito Rabat       | Estrella Galicia 0,0 Marc VDS | Honda   | 1 volta   | 0      |
| 17  | Loris Baz        | Avintia Racing                | Ducati  | 2 voltas  | 0      |
| 18  | Yonny Hernandez  | Pull & Bear Aspar Team        | Ducati  | 3 voltas  | 0      |

### Classificação Moto2
| Pos | Piloto              | Equipe                      | Moto     | Tempo     | Pontos |
| --- | ------------------- | --------------------------- | -------- | --------- | ------ |
| 1   | Johann Zarco        | Ajo Motorsport              | Kalex    | 47'18.646 | 25     |
| 2   | Jonas Folger        | Dynavolt Intact GP          | Kalex    | +0.059    | 20     |
| 3   | Julian Simon        | QMMF Racing Team            | Speed Up | +20.433   | 16     |
| 4   | Mattia Pasini       | Italtrans Racing Team       | Kalex    | +30.455   | 13     |
| 5   | Lorenzo Baldassarri | Forward Team                | Kalex    | +31.771   | 11     |
| 6   | Luca Marini         | Forward Team                | Kalex    | +34.201   | 10     |
| 7   | Hafizh Syahrin      | Petronas Raceline Malaysia  | Kalex    | +41.942   | 9      |
| 8   | Jesko Raffin        | Sports-Millions-EMWE-SAG    | Kalex    | +47.955   | 8      |
| 9   | Isaac Viñales       | Tech 3 Racing               | Tech 3   | +49.759   | 7      |
| 10  | Dominique Aegerter  | CarXpert Interwetten        | Kalex    | +51.047   | 6      |
| 11  | Takaaki Nakagami    | IDEMITSU Honda Team Asia    | Kalex    | +1'05.386 | 5      |
| 12  | Remy Gardner        | Tasca Racing Scuderia Moto2 | Kalex    | +1'13.865 | 4      |
| 13  | Robin Mulhauser     | CarXpert Interwetten        | Kalex    | +1'19.545 | 3      |
| 14  | Edgar Pons          | Paginas Amarillas HP 40     | Kalex    | +1'30.502 | 2      |
| 15  | Sandro Cortese      | Dynavolt Intact GP          | Kalex    | 2 voltas  | 1      |

### Classificação Moto3
| Pos | Piloto                | Equipe                          | Moto     | Tempo     | Pontos |
| --- | --------------------- | ------------------------------- | -------- | --------- | ------ |
| 1   | Khairul Idham Pawi    | Honda Team Asia                 | Honda    | 47'07.763 | 25     |
| 2   | Andrea Locatelli      | Leopard Racing                  | KTM      | +11.131   | 20     |
| 3   | Enea Bastianini       | Gresini Racing Moto3            | Honda    | +13.359   | 16     |
| 4   | Jakub Kornfeil        | Drive M7 SIC Racing Team        | Honda    | +18.541   | 13     |
| 5   | Fabio Di Giannantonio | Gresini Racing Moto3            | Honda    | +20.620   | 11     |
| 6   | John Mcphee           | Peugeot MC Saxoprint            | Peugeot  | +20.698   | 10     |
| 7   | Jorge Navarro         | Estrella Galicia 0,0            | Honda    | +20.910   | 9      |
| 8   | Brad Binder           | Red Bull KTM Ajo                | KTM      | +23.333   | 8      |
| 9   | Jules Danilo          | Ongetta-Rivacold                | Honda    | +30.318   | 7      |
| 10  | Francesco Bagnaia     | Pull & Bear ASPAR Mahindra Team | Mahindra | +31.095   | 6      |
| 11  | Tatsuki Suzuki        | CIP-Unicom Starker              | Mahindra | +37.688   | 5      |
| 12  | Bo Bendsneyder        | Red Bull KTM Ajo                | KTM      | +45.005   | 4      |
| 13  | Gabriel Rodrigo       | RBA Racing Team                 | KTM      | +47.793   | 3      |
| 14  | Livio Loi             | RW Racing GP BV                 | Honda    | +48.073   | 2      |
| 15  | Aron Canet            | Estrella Galicia 0,0            | Honda    | +56.921   | 1      |
| 16  | Alexis Masbou         | Peugeot MC Saxoprint            | Peugeot  | +1'10.787 | 0      |
| 17  | Philipp Oettl         | Schedl GP Racing                | KTM      | +1'13.873 | 0      |
| 18  | Romano Fenati         | SKY Racing Team VR46            | KTM      | +1'14.813 | 0      |
| 19  | Maximillian Kappler   | KRM-RZT                         | KTM      | +1'15.203 | 0      |
| 20  | Stefano Valtulini     | 3570 Team Italia                | Mahindra | +1'15.434 | 0      |
| 21  | Tim Georgi            | Freudenberg Racing Team         | KTM      | +1'23.906 | 0      |
| 22  | Danny Webb            | Platinum Bay Real Estate        | Mahindra | +1'38.548 | 0      |
| 23  | Fabio Quartararo      | Leopard Racing                  | KTM      | 1 volta   | 0      |